# Doutzen Kroes
Doutzen Kroes (Eastermar, Frisia; 23 de enero de 1985) es una supermodelo y actriz neerlandesa conocida por haber sido uno de los ángeles de Victoria's Secret desde 2005 hasta 2014. Ha sido embajadora de L'Oréal Paris desde 2006. Kroes es una de las modelos mejor pagadas, con un salario estimado en más de 5 millones de dólares al año, desde 2008. En 2014, se quedó con el segundo puesto en la lista de las modelos mejor pagas de Forbes, que estimó sus ganancias anuales en 8 millones de dólares. En diciembre de 2015, estuvo entre las "New Supers" de la industria de la moda y fue llamada la "Elena de Troya de los anuncios" por Models.com.
En 2013, se convirtió en la primera modelo en conseguir 4 portadas en solitario diferentes en las ediciones de septiembre de Vogue en un solo año.
Su debut en la pantalla tuvo lugar con Nueva Zembla (2011). Es una de las miembros activas del proyecto "Dance4Life", una organización neerlanesa sin ánimo de lucro que usa las canciones y el baile para educar a la juventud sobre la prevención del VIH y el sida. También apoya Wildlife Conservation y World Wildlife Fund.

## Biografía

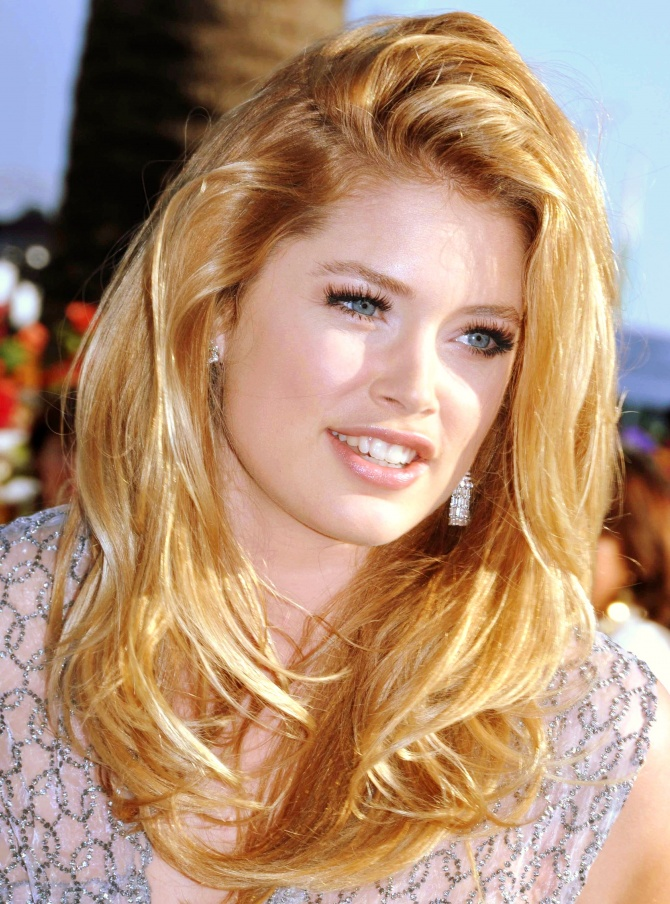
Kroes en el festival de Cannes de 2009.

Kroes nació el 23 de enero de 1985 en Eastermar. Su madre, Geartsje Leistra, fue enfermera y profesora y su padre, Johan Kroes, psicoterapeuta. Tiene una hermana, Rens Kroes, quien es nutricionista. En la década de 1970, sus padres fueron campeones en patinaje de velocidad sobre hielo. Cuando era pequeña, Kroes aspiró a convertirse en patinadora profesional.

## Carrera

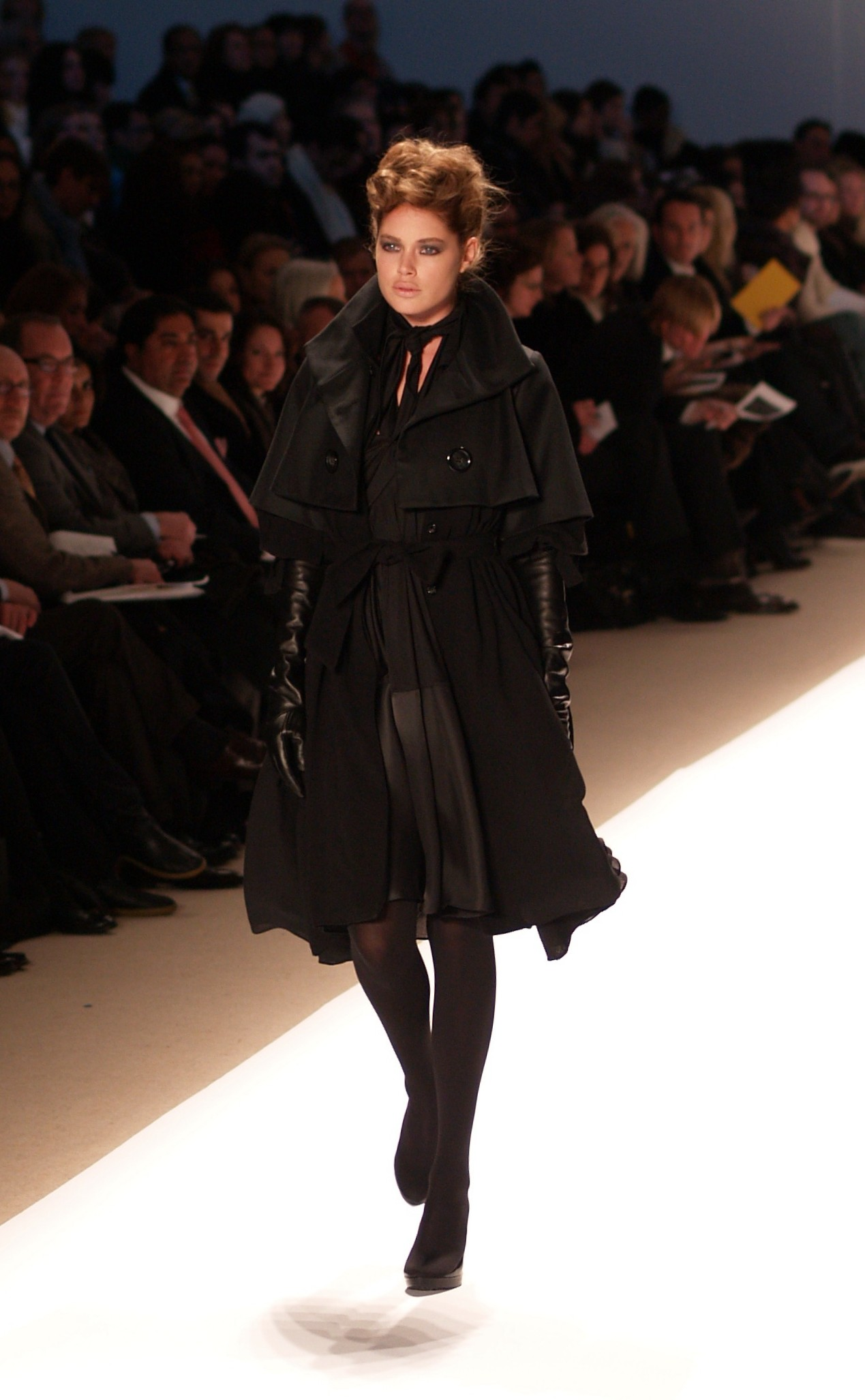
Kroes desfilando en el New York Fashion Week de 2007.

Habiéndose descrito previamente como una "marimacho" en su juventud, nunca consideró seriamente el modelaje como una opción profesional, envió fotografías suyas a la agencia Paparazzi de Ámsterdam en 2003, justo después de graduarse. Poco después, a los 18 años, la agencia la envió a Nueva York para realizar sus primeros trabajos como modelo.
En 2005 superó los cástines de la firma de lencería Victoria's Secret para participar en el desfile de ese año. Antes de viajar a Nueva York, Kroes no conocía la marca. Ese mismo año fue elegida como modelo del año por Vogue y compartió la portada de mayo de 2007 con modelos como Raquel Zimmermann, Sasha Pivovarova y Coco Rocha, habiendo sido elegidas por la revista como el nuevo grupo de supermodelos. En 2008 apareció en el Calendario Pirelli. Desde 2007 ha aparecido en el ranking Forbes de las modelos mejor pagadas del mundo, alcanzando en 2014 la segunda posición tras haber ganado 8 millones de dólares el año anterior, solo superada por la supermodelo brasileña Gisele Bündchen. Ese mismo año apareció en un anuncio de Calvin Klein con el actor Charlie Hunnam, promocionando una fragancia.
Desde entonces ha sido portada de revistas como Time, Harper's Bazaar o Numéro. Aparece en los catálogos de Victoria's Secret y entre las campañas en las que ha participado se encuentran las de Gucci, Tommy Hilfiger, Valentino y Versace. En agosto de 2005 fue la imagen del Eternity de Calvin Klein y en abril de 2006 firmó un contrato de 3 años con L'Oréal. En 2010 se convirtió en la imagen del Fashion Fest para Liverpool en México.
Kroes ha aparecido en las portadas de Seventeen, Elle, Marie Claire, Glamour, W, Avantgarde y Dazed & Confused. En septiembre de 2013, se convirtió en la primera modelo en tener 4 portadas de Vogue diferentes en un solo mes: Vogue España, Vogue Italia, Vogue China y Vogue Holanda.
Ha realizado numerosas campañas con prestigiosas firmas, como Tommy Hilfiger, Versace, Valentino, Balmain, Blumarine, Dolce & Gabbana, Hugo Boss AG, H&M, Zara, GAP, Miu Miu, Mugler, L'Oréal, Tiffany & Co, Abercrombie & Fitch, Emilio Pucci y Calvin Klein, entre otras. También ha desfilado en docenas de pasarelas, las de Victoria's Secret, Fendi, Givenchy, Isabel Marant, Ulyana Sergeenko, Alberta Ferretti, Miss Sixty, Etro, Michael Kors, Loewe, Lanvin, Max Mara, Missoni, Nina Ricci, Oscar de la Renta, Paco Rabanne, Jean Paul Gaultier, Zac Posen, Prada y más.
En 2016, Kroes fue anunciada como portavoz de la marca de lencería neerlandesa Hunkemöller. Kroes lanzó su propia colección 'Doutzen's Stories' y ha protagonizado varias campañas para la marca hasta la fecha.
Posee su propia figura de cera en el Museo Madame Tussauds de Ámsterdam. Desde noviembre de 2009 hasta julio de 2010, escribió una columna mensual sobre su vida en la edición neerlandesa de la revista Marie Claire.

### Victoria's Secret
Kroes apareció por primera vez en las pasarelas de Victoria's Secret en el año 2005 y en agosto de 2008, fue anunciada oficialmente como ángel de la marca en una campaña junto a Adriana Lima, siendo la segunda modelo neerlandesa, tras Karen Mulder, en aparecer en la marca. Su primera campaña fue "Obsession Supermodel". Ha desfilado para la firma en ocho de sus shows anuales, siendo el último en 2014. A principios de 2015 anunció que dejaba de ser un ángel, debido a que tenía otros compromisos.
Durante su etapa en la marca, Kroes ha participado en numerosas campañas y comerciales, teniendo el honor de cerrar el desfile en 2009. Ese año, debido a un incumplimiento de contrato, se sometió a una dieta. Lo que ocurrió fue que superó el índice de masa corporal establecido por la compañía. No fue parte del desfile del 2010 debido a su embarazo.

### Cine

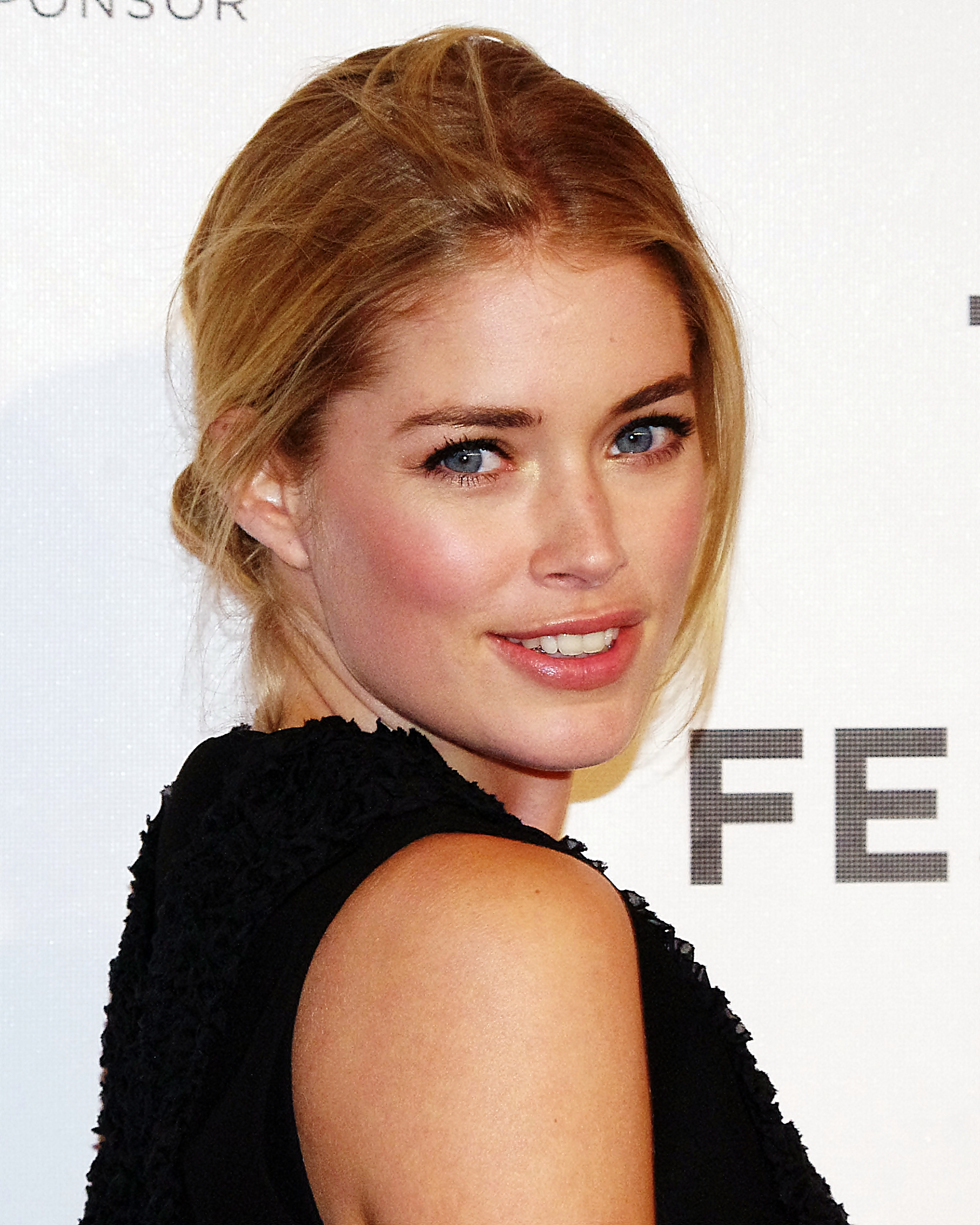
Kroes en Tribeca Film Festival, 2012.

El 24 de noviembre de 2011, debutó con Reinout Oerlemans, Nueva Zembla (que es la primera película neerlandesa rodada en 3D). Kroes ha estado tomando clases de actuación en la ciudad de Nueva York desde hace varios años y ha declarado en entrevistas que ella planea actuar en películas más por venir.
Hizo un cameo en la película Wonder Woman en 2017, interpretando a una guerrera amazona.

## Embajadora del frisón
En 2006 fue lanzado un documental frisón acerca de una semana en la vida Doutzen Kroes como modelo, dirigido por JJM Jansen. Se documentó a Kroes en la Semana de la Moda de Milán y su idea acerca de la industria del modelaje. Kroes se encuentra en la campaña oficial de la provincia de Frisia  para el idioma frisón, su lengua materna.

## Vida personal
Doutzen empezó una relación sentimental con el Disc Jockey neerlandés Sunnery James en 2009. El 7 de noviembre de 2010 contrajeron matrimonio en Ámsterdam. El 21 de enero de 2011, Doutzen dio a luz a un hijo, Phyllon Joy Gorré. El 6 de febrero de 2014, la modelo anunció su segundo embarazo con el DJ Sunnery James a través de su cuenta de Instagram con una foto donde tapa sus pechos con su mano izquierda, con el mensaje «esto no es un #throwbackthursday, (iniciativa en Twitter en que la gente publica fotos antiguas) esto está sucediendo ¡ahora! estoy muy feliz por compartiros que estoy esperando». El 30 de julio de 2014 anunció en sus redes sociales el nacimiento de su hija Myllena Mae.